# クラウディオ・エチェベリ
クラウディオ・ヘレミアス・エチェベリ（Claudio Jeremías Echeverri, 2006年1月2日 - ）は、アルゼンチンのチャコ州レシステンシア出身のプロサッカー選手。プレミアリーグのマンチェスター・シティFC所属。ポジションはミッドフィールダー。

## 経歴

### ユース
2017年にCAリーベル・プレートのユースチームと契約。イタリアで行われたジュニアトーナメントにて、チームは3位で終わったものの、自身は6試合で9得点を記録し、注目を集めた。

### リーベル・プレート
2022年12月にCAリーベル・プレートとプロ契約を結んだ。2023年10月11日にはイギリスの大手新聞『ガーディアン』から、2006年生まれで最も有望な選手の一人に選出された。
2023年12月22日のカップ戦終了後のインタビューで、残り1年となったリーベル・プレートとの契約を更新しないことを発表した。

### マンチェスター・シティ
2024年1月25日にプレミアリーグのマンチェスター・シティFCへの完全移籍が発表された。2025年1月までは期限付き移籍という形でリーベル・プレートでプレーを続ける。

## 代表歴
2023年のFIFA U-17ワールドカップにアルゼンチン代表で出場し、ブラジルとの準々決勝でハットトリックを記録して勝利した。

## プレースタイル
愛称はEl Diablito（スペイン語で「小さな悪魔」の意）。これはかつてEl Diabloの愛称で親しまれた同性のマルコ・エチェベリにちなんだものであり、マルコとはドリブルやシュートに優れているといった共通点がある。
憧れの選手としてリオネル・メッシ、フアン・フェルナンド・キンテロを挙げており、試合中の動きはマティアス・スアレスを参考にしていると語っている。